# آلبر پالسن
آلبر پالسن (انگلیسی: Albert Paulsen؛ ۱۳ دسامبر ۱۹۲۵ – ۲۵ آوریل ۲۰۰۴) یک هنرپیشه اهل اکوادور بود.
از فیلم‌ها یا برنامه‌های تلویزیونی که وی در آن نقش داشته است می‌توان به چه! و مرد بعدی اشاره کرد.